# Trogonostomus mascarenum
Trogonostomus mascarenum är en skalbaggsart som beskrevs av Ohaus 1941. Trogonostomus mascarenum ingår i släktet Trogonostomus och familjen Rutelidae. Inga underarter finns listade i Catalogue of Life.